# Gangnihessou
Gangnihessou war der erste der traditionellen „Zwölf Könige von Dahomey“ (Benin).
Gangnihessou dürfte bis 1620 geherrscht haben. Seine Symbole waren ein männlicher Gangnihessou-Vogel (ein Rebus für seinen Namen), eine Trommel und Wurfspieße. Es ist nicht endgültig geklärt, ob er historisch wirklich als König herrschte oder nur ein einflussreicher Führer war. Sein Nachfolger und jüngerer Bruder Dakodonu dagegen ist eindeutig als König zu identifizieren.
| Vorgänger | Amt                        | Nachfolger |
| --------- | -------------------------- | ---------- |
| —         | König von Dahomey ...–1620 | Dakodonu   |

| Personendaten    | Personendaten                        |
| ---------------- | ------------------------------------ |
| NAME             | Gangnihessou                         |
| KURZBESCHREIBUNG | König von Dahomey                    |
| GEBURTSDATUM     | 16. Jahrhundert oder 17. Jahrhundert |
| STERBEDATUM      | 17. Jahrhundert                      |